# Dolors Casadellà Puig
Dolors Casadellà Puig, Lola, (Alcoletge, 27 de juny de 1918 – Villeurbanne, Lió, 13 de gener del 2002), també coneguda com a Dolors Gené o Gener, va ser una lluitadora antifeixista catalana que militava a les Joventuts Socialistes Unificades de Catalunya (PSUC) i al sindicat FETE-UGT, durant la Guerra Civil espanyola i una de les supervivents catalanes dels camps de concentració nazis de Ravensbrück i Holleischen.
Procedia d'una llar pagesa i conservadora coneguda com “Cal Felip del Ton”. La seva significació política li va suposar el rebuig per part de la seva família i l'allunyament del seu poble, on mai va tornar. Com a sanitària, Lola Casadellà va servir al Front d'Aragó, a la columna “Del Barrio”, també coneguda com a columna "Carles Marx" o “Del Barrio-Trueba”, que estava formada per militants d'UGT i del PSUC i va sortir de Barcelona en direcció a l'Aragó el 25 de juliol de 1936. Al front, a banda d'un compromís polític cada cop més acusat, coneix el seu marit, Gener, amb qui es casa a Molins de Rei, el 1938.
Al 1939, es va veure obligada a fugir cap a França, juntament amb el seu marit. Llavors estava embarassada de 4 mesos. Un cop va travessar la frontera francesa, la parella va fer cap, per separat, als camps d'internament que hi havia a la Catalunya Nord (en territori Francès). Al camp de Sant Cebrià hi va morir la seva filla, que només tenia 3 mesos. L'any 1941, va fer cap a Lió i va treballar en una botiga de comestibles i també va fer de minyona, sense deixar l'activitat política i combativa antifeixista, juntament amb altres exiliats espanyols. Formava part de la Resistència francesa i s'ocupava de tasques d'intendència i suport als maquis i de formar grups de joves combatents, formats per republicans. L'any 1942 la van detenir i va anar a parar a la presó Sant Joseph. En un judici amb membres de la Gestapo, la van condemnar a dos anys de presó i 1200 francs de multa.
L'abril de 1944, amb 25 anys, va ser reclosa al camp de concentració Ravensbrück, on hi havia majoritàriament dones. Al cap de 2 mesos de ser a Ravensbrück, a Dolors Casadellà la van enviar al Kommando de Holleischen. Allí va viure un dels fets que va marcar la seva vida: l'execució d'una companya que anomenava "Mimí". En aquest camp la van obligar a treballar a la fàbrica de municions Metallwerke Holleischen GmbH, on sabotejava els projectils, juntament amb Neus Català, ja que eren conscients que serien utilitzats contra els seus companys. Amb aquesta activitat es jugaven la vida, ja que, si les sorprenien, suposava pena de mort. De fet, en una ocasió la van enxampar mullant uns obusos i la van condemnar a mort, però l'alliberament del camp, el 30 d'abril de 1945, va evitar que es fes efectiva l'execució. Després de l'alliberament dels camps de concentració, es va reunir amb el seu marit i van residir a Lió, on van tenir més fills.
Al 1965, amb la fundació del Comité Internacional de Ravensbrück, Neus Català, Lola Casadellà i Carme Boatell n'eren les representants espanyoles. Va explicar la seva experiència al llibre Els Catalans als camps nazis, de Montserrat Roig. El llibre es va publicar, en la seva primera edició, l'any 1977. Va morir a Villeurbanne, Lió (França), el 13 de gener de 2002. Va deixar unes paraules per a les generacions futures:
«La nova generació té un treball difícil a realitzar: és el combat per la llibertat, i no dubto que el guanyarà».

## Reconeixements
- L'Ajuntament d'Alcoletge va dedicar a Lola Casadellà la Sala d'exposicions del Centre d'Interpretació de la Guerra Civil. En aquest espai s'hi fa exposicions temporals de temàtica relacionada amb conflictes bèl·lics.
- L'exposició Les dones de Ravensbrück inclou, entre altres deportades catalanes, la figura de Dolors Casadellà (Lola Casadellà).